# Hygrophila erecta
Hygrophila erecta är en akantusväxtart som först beskrevs av Nicolaas Laurens Nicolaus Laurent Burman, och fick sitt nu gällande namn av Bénédict Pierre Georges Hochreutiner. Hygrophila erecta ingår i släktet Hygrophila och familjen akantusväxter. Inga underarter finns listade i Catalogue of Life.